# 茨城県道183号山田玉造線

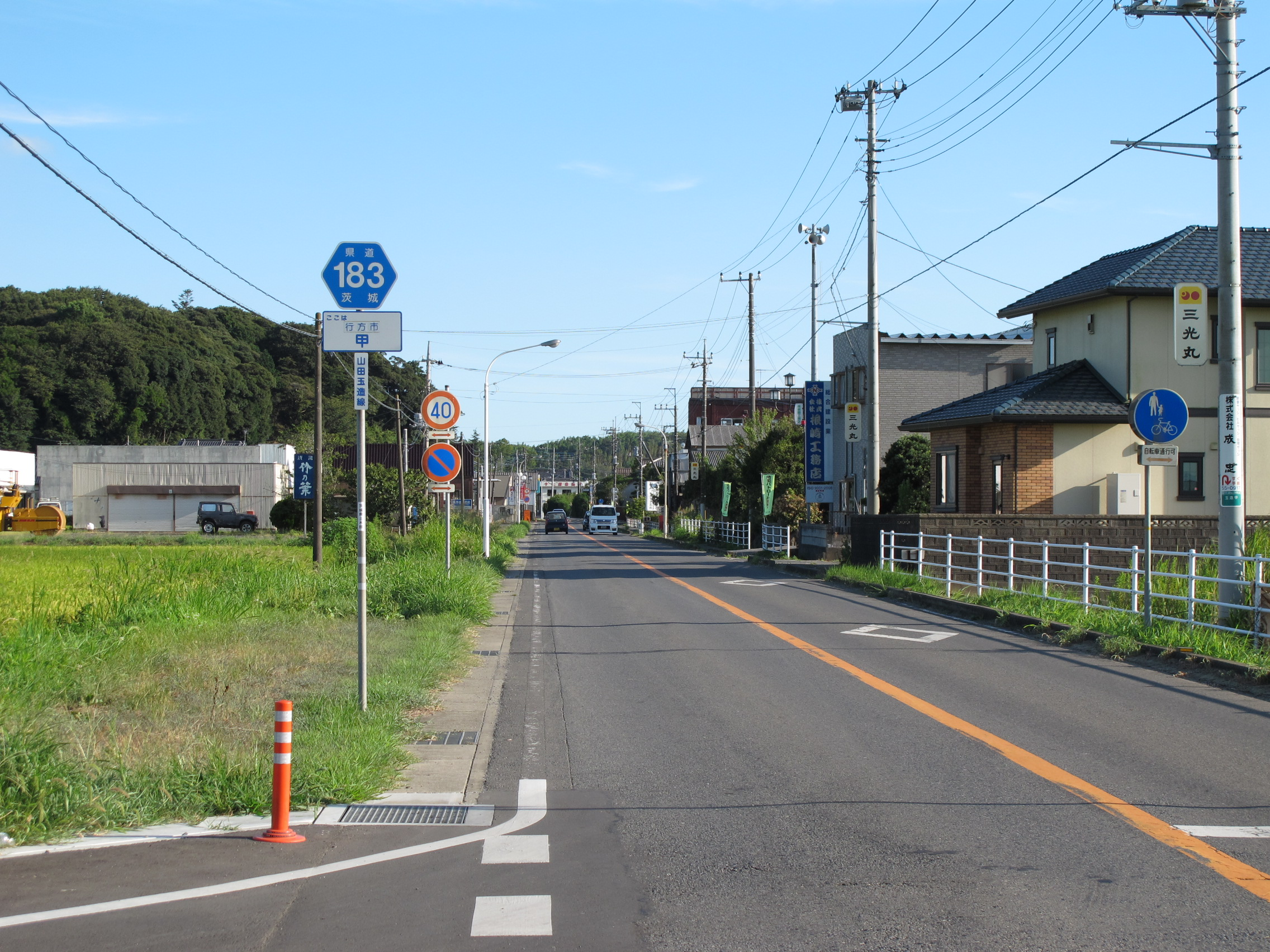
茨城県道183号山田玉造線
行方市玉造甲・終点付近
（2012年8月）

茨城県道183号山田玉造線（いばらきけんどう183ごう やまだたまつくりせん）は、茨城県行方市内の一般県道である。

## 概要

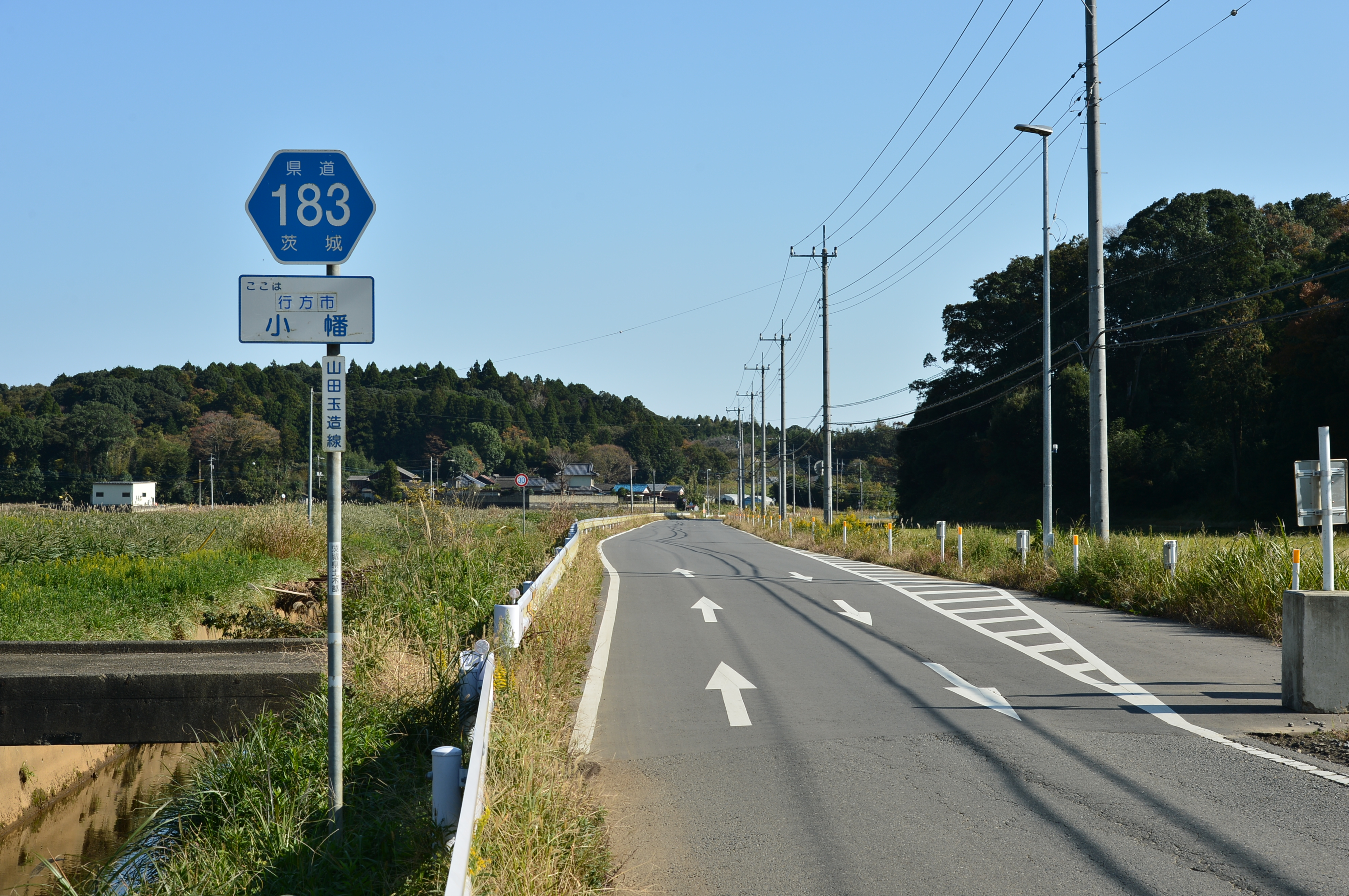
行方市小幡（2017年11月）

行方市山田の国道354号北浦バイパス付近より分岐し同市井上を経て、同市玉造甲で再び国道354号に接続する延長約16キロメートル (km) の路線。国道354号の南側で平行し、行方市北部地域を東西に横断する。行方市井上 - 諸井間は、玉造バイパス開通以前の旧道国道355号にあたる。路線名の玉造は、行方市の平成の大合併前の旧自治体である「玉造町」が由来である。

### 路線データ
- 起点：茨城県行方市山田字塚下1145番地先（国道354号交点 鹿行大橋西交差点付近[注釈 1]）[2]
- 終点：茨城県行方市玉造甲736番7地先（国道354号交点 玉造町諸井交差点）[1]
- 総延長：16.114 km[3]
- 重用延長：0.051 km[3]
- 未供用延長：なし[3]
- 実延長：16.063 km[3]
- 自動車交通不能区間延長[注釈 2]：なし[3]

## 歴史
1959年（昭和34年）10月14日、新たな県道として行方郡北浦村大字山田を起点とし、行方郡玉造町を終点とする区間を本路線とする県道山田玉造線として茨城県が県道路線認定した。
1995年（平成7年）に整理番号183となり現在に至る。

### 年表
- 1923年（大正12年）4月1日：現在の路線の前身である山田玉造線が路線認定される。
- 1959年（昭和34年）10月14日
  - 現在の路線が路線認定される（図面対照番号190）[4]。
  - 道路の区域は、行方郡北浦村大字山田の主要地方道水戸鉾田佐原線分岐から行方郡玉造町大字井上の主要地方道石岡潮来線（旧道国道355号）交点までと決定する[5]。
- 1967年（昭和42年）6月29日：主要地方道水戸鉾田佐原線の不要物件（北浦村山田地内 水戸鉾田佐原線分岐 - 県道札玉造線分岐：2.26 km[注釈 3]）を県道の区域に編入[2]。起点を山田交差点から鹿行大橋西の県道札玉造線交点へ変更。
- 1972年（昭和47年）9月7日：行方郡玉造町大字井上 - 同町大字井上藤井の狭隘路（最小幅員4.0 m、延長1.665 km）を道路改良供用開始[6]。
- 1995年（平成7年）3月30日：整理番号247から現在の番号（整理番号183）に変更される[7]。
- 1996年（平成8年）2月22日：路線延伸のため、行方郡玉造町大字井上 - 同町字堂ノ前甲の旧国道355号区間（4.717 km）を編入し、終点が現在の位置となる[1]。

## 重複区間
- 国道354号北浦バイパス
山田玉造線の起点は、北浦バイパスが開通する以前の国道354号（旧道）の分岐点、すなわち北浦診療所の西側にある小さな十字路に位置する。この交差点から北浦バイパスの鹿行大橋西交差点までのわずかな区間（約20 m）が重複区間。

## 地理

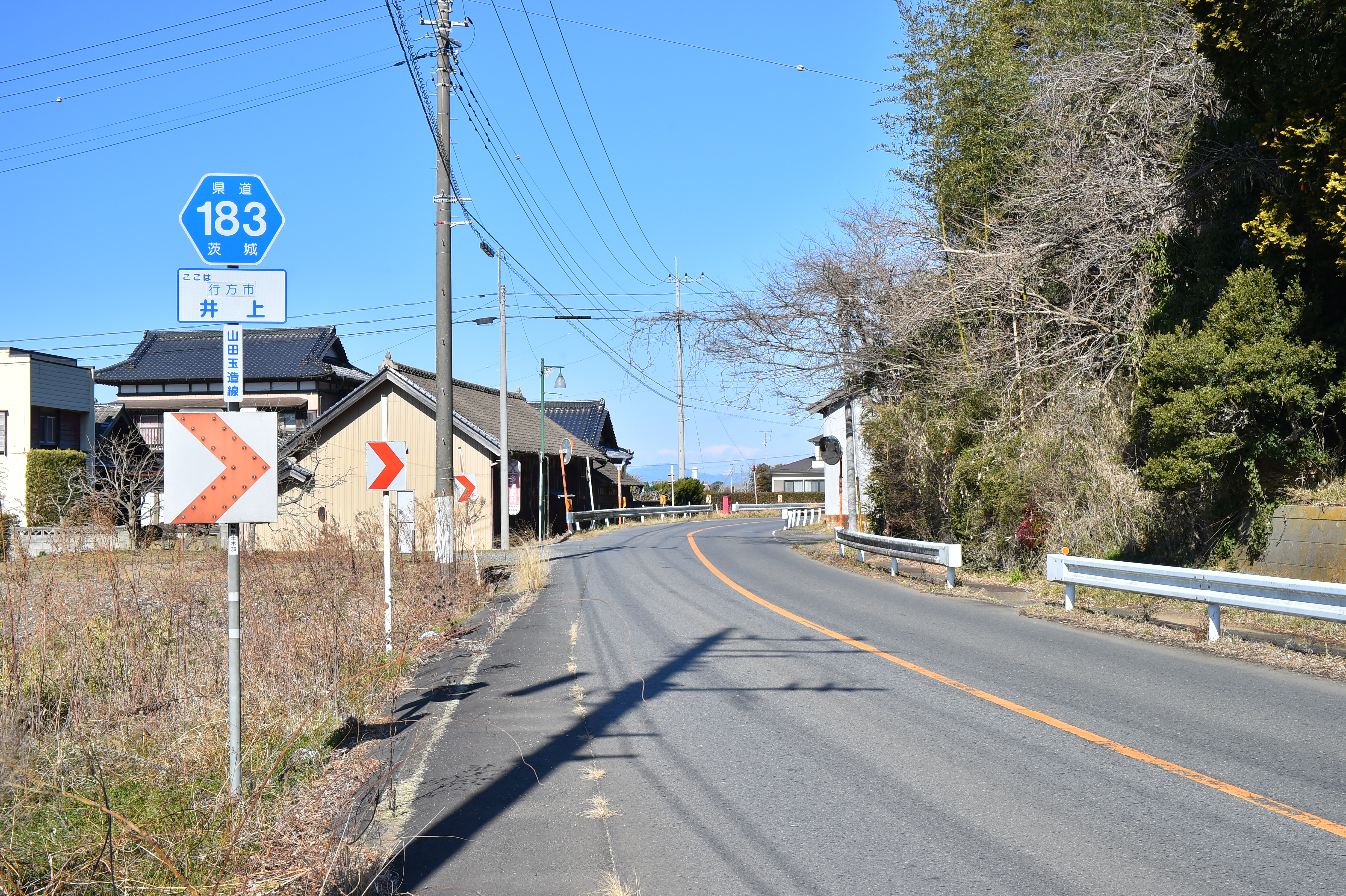
行方市井上（2024年2月）

### 通過する自治体
- 行方市

### 交差する道路
- 茨城県道2号水戸鉾田佐原線（行方市山田・山田交差点）
- 茨城県道184号島並鉾田線（行方市小幡）
- 茨城県道50号水戸神栖線（行方市井上藤井・井上藤井交差点）

### 沿線
- 行方市役所北浦庁舎（行方市山田）
- なめがた地域医療センター（行方市井上藤井）
- 西蓮寺（行方市西蓮寺）